# Nationalliga A (Eishockey) 1960/61
Die Saison 1960/61 war die 23. reguläre Austragung der Nationalliga A, der höchsten Schweizer Spielklasse im Eishockey. Zum dritten Mal in seiner Vereinsgeschichte wurde der Zürcher SC Schweizer Meister, während der Lausanne HC in die NLB abstieg.

## Modus
Wie im Vorjahr wurde die Liga in einer gemeinsamen Hauptrunde ausgetragen. Jede der acht Mannschaften spielte in Hin- und Rückspiel gegen jeden Gruppengegner, wodurch die Gesamtanzahl der Spiele pro Mannschaft 14 betrug. Der Tabellenerste wurde Schweizer Meister, während der Tabellenletzte gegen den besten Zweitligisten in der Relegation um den Klassenerhalt antreten musste. Für einen Sieg erhielt jede Mannschaft zwei Punkte, bei einem Unentschieden einen Punkt. Bei einer Niederlage erhielt man keine Punkte.

## Hauptrunde

### Abschlusstabelle
| Pl. | Team                      | Sp. | S  | U | N  | Tore  | Pkt. |
| --- | ------------------------- | --- | -- | - | -- | ----- | ---- |
| 1.  | Zürcher SC                | 14  | 11 | 1 | 2  | 73:41 | 23   |
| 2.  | EHC Visp                  | 14  | 7  | 5 | 2  | 63:44 | 19   |
| 3.  | Young Sprinters Neuchâtel | 14  | 8  | 2 | 4  | 63:45 | 18   |
| 4.  | SC Bern                   | 14  | 7  | 2 | 5  | 45:39 | 16   |
| 5.  | HC Davos                  | 14  | 6  | 3 | 5  | 49:42 | 15   |
| 6.  | EHC Basel-Rotweiss        | 14  | 5  | 0 | 9  | 48:62 | 10   |
| 7.  | HC Ambrì-Piotta           | 14  | 2  | 2 | 10 | 40:55 | 6    |
| 8.  | Lausanne HC               | 14  | 2  | 1 | 11 | 38:91 | 5    |

## Relegation
- Lausanne HC – SC Langnau 2:4/3:8

Der Lausanne HC musste in die Relegation und traf auf den besten Zweitligisten, den SC Langnau, dem er mit zwei Niederlagen bei 5:12 Toren unterlag, wodurch der Lausanne HC in die NLB abstieg und der SC Langnau dessen Platz in der NLA einnahm.